# Hubbsspitssnuitdolfijn
De hubbsspitssnuitdolfijn (Mesoplodon carlhubbsi)  is een zoogdier uit de familie van de spitssnuitdolfijnen (Ziphiidae). De wetenschappelijke naam van de soort werd gepubliceerd door Moore in 1963.

## Voorkomen
De soort komt voor in het noorden van de Grote Oceaan.